# アンリ・ド・サン＝レミ
アンリ・ド・ヴァロワ＝サン＝レミ（Henri de Valois-Saint-Rémi, 1557年 - 1621年）は、フランス王アンリ2世とその愛妾の1人ニコル・ド・サヴィニーの間に生まれた庶子。フォンテットおよびエソイエ男爵、サン＝レミ伯爵。

## 生涯
アンリ2世の死の1年前に誕生した。アンリ2世自身はニコルの産んだ息子が本当に自分の子かどうか疑わしく思っており、アンリ・ド・サン＝レミを正式に認知することは無かったものの、後に王家からサン＝レミ伯爵位を授けられたという。1592年にルクセンブルク地方の貴族の娘クリスティーヌ・ド・リューズ（Christine de Luze）と結婚し、間に3男1女をもうけ、三男ルネ（1606年 - 1663年）の家系がフォンテット男爵家、サン＝レミ男爵家として、20世紀初頭まで続いた。6代目の末裔に、大革命直前の1785年に起きた首飾り事件の首謀者、ラ・モット伯爵夫人ことジャンヌ・ド・サン＝レミがいる。